# 陶浚
陶浚，中國清朝官員，安徽滁州人。
貢生出身，曾任福建詔安縣知縣。乾隆三十二年（1767年），陶浚接替張所受擔任台灣府諸羅縣知縣。乾隆三十四年（1769年）因黃教民變及貪污遭革職，翌年發送伊犁充軍效力。